# Línea Andorra-Escatrón
La línea Andorra-Escatrón es una línea férrea española de ancho ibérico y carácter minero-industrial, cuyo trazado transita por la provincia de Teruel. Empleada en las últimas décadas para transportar carbón a la central térmica de Teruel, en la actualidad la línea se encuentra inactiva.
La Empresa Nacional Calvo Sotelo (ENCASO) construyó el trazado originalmente para transportar carbón a la central térmica de Escatrón, entrando en servicio en 1953. A lo largo de varias décadas, la línea experimentó un importante tráfico por parte de los trenes carboneros, contando en Andorra con un complejo ferroviario. El tramo Escatrón-Samper fue clausurado en agosto de 1978, centrando la actividad ferroviaria hacia la nueva central térmica de Teruel. En 1984 circularon los últimos trenes carboneros tirados por máquinas de vapor, que de hecho se encontraban entre las últimas locomotoras de vapor españolas que todavía se mantenían en servicio.
Durante muchos años la línea Andorra-Escatrón fue considerada como un modelo de eficiencia y buen servicio por sus normas de funcionamiento. En su época tuvo la reputación de ser el ferrocarril industrial español de mayor longitud, con un trazado de 45,76 kilómetros, siendo también uno de los pocos ferrocarriles de carácter minero que empleó el ancho ibérico. Actualmente solo se encuentra operativo el tramo Samper-Andorra. En 2021, Adif lo excluyó de su ámbito de actuación.

## Historia

### Orígenes y construcción
La guerra civil española supuso la destrucción de numerosas infraestructuras, a consecuencia de lo cual el país sufrió graves carencias energéticas. En 1944 se aprobó el Plan Nacional de Combustibles Líquidos, cuyo desarrollo se encomendó al Instituto Nacional de Industria (INI) con el objetivo de conseguir nuevas fuentes de energía. Estaba prevista la construcción de una central térmica de Escatrón, junto al río Ebro, que se abastecería de los lignitos extraídos de las minas de Andorra, en la provincia de Teruel. La Empresa Nacional Calvo Sotelo (ENCASO) presentó un proyecto para la construcción de una línea férrea que conectara las minas con la planta de energía, que se aprobó en 1945. La concesión fue otorgada por orden ministerial un año después, el 11 de abril de 1946.
Los trabajos de construcción comenzaron en 1947, en la sección Escatrón-Samper y en los terrenos de la prevista central de Escatrón. Un año después las obras de fábrica, túneles y explanación en este tramo ya estaban completas. Se llegó a tender un pequeño ferrocarril de 600 milímetros de ancho para facilitar las labores de construcción. Las obras del trazado restante, entre Samper y Andorra, fueron adjudicadas en 1948 y comenzaron al año siguiente, desarrollándose sin problemas a pesar de los accidentes geográficos que imperaban en la zona. Los trabajos de construcción en el tramo Escatrón-Samper y en el subtramo Samper-Cabeza Gorda los ejecutó el Servicio de Colonias Penitenciarias Militarizadas, mientras que el subtramo Cabeza Gorda-Andorra se adjudicó a la empresa Entrecanales y Távora. Para 1951 se había tendido la vía entre Escatrón y Samper, empleándose el trazado para el transporte de materiales de construcción hasta la central de Escatrón.

### Los años de esplendor
La línea Andorra-Escatrón se inauguró oficialmente el 16 de junio de 1953, en un evento que contó con la presencia del dictador Francisco Franco y de numerosas autoridades. Para la ocasión, se organizó un tren especial de varios coches de pasajeros que hizo el recorrido, traccionado por la locomotora «Escatrón». Aunque inicialmente el trazado recibió una autorización provisional para su funcionamiento, el permiso oficial de explotación no llegaría hasta 1966, tras numerosos trámites. No obstante, esto no supuso un impedimento para que el ferrocarril siguiera a pleno funcionamiento. El personal con el que se dotó a la nueva línea férrea procedía del ferrocarril minero de Utrillas, debido a la experiencia y cualificación con que contaban.
En un principio, la carga de minerales se realizaba en las instalaciones de la estación de Andorra a través de camiones que llevaban el carbón hasta los vagones-tolvas. Para las labores de maniobras de estos trenes se utilizaba la locomotora «Baldwin». No obstante, hacia 1958 en las minas de Andorra se habilitó un cargadero de tolvas y un cable aéreo que llevaba el mineral hasta la instalación, realizándose allí la carga. Los trenes partían desde Andorra hacia la central térmica de Escatrón, realizaban el proceso de descarga de los lignitos y regresaban al punto de origen. Con el transcurso del tiempo aumentaron las expediciones ferroviarias entre Andorra y Escatrón, así como el volumen de mineral. En 1958 se realizaron 27 908 transportes y se movieron 816 282 toneladas de carbón, cifra que para 1975 había incrementado a 1 110 630 toneladas. Por lo general, circulaban entre cuatro y seis trenes diarios, de lunes a sábado, aunque durante aquellos años también hubo fuertes oscilaciones en el tráfico: en 1960 solo se realizaron 8500 viajes y la cantidad de lignito transportada fue 153 000 toneladas.
A comienzos la década de 1970 el trazado, las infraestructuras y el material ferroviario fueron traspasados a ENDESA, en un contexto en que las actividades de ENCASO se centraron en la industria petroquímica. Para mediados de la década el parque motor de la línea se reforzó con la adquisición por ENDESA de varias locomotoras tipo «Mikado» que procedían de RENFE, a pesar del declive que atravesaba la tracción vapor en los ferrocarriles españoles. Estas máquinas, que funcionaban con fueloil, entraron en servicio entre 1975 y 1977.

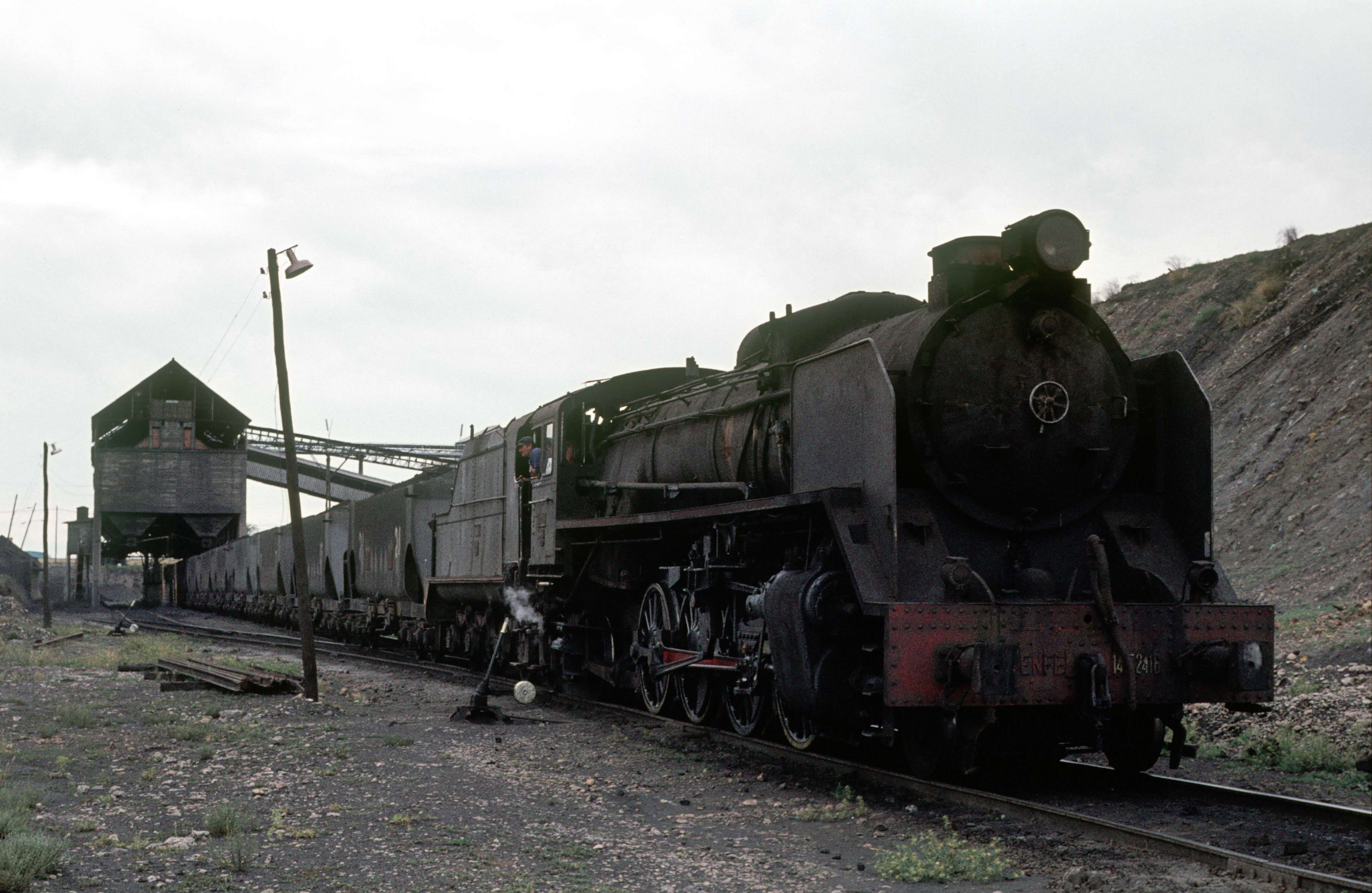
Una locomotora «Mikado» en el cargadero de Andorra, en 1982.

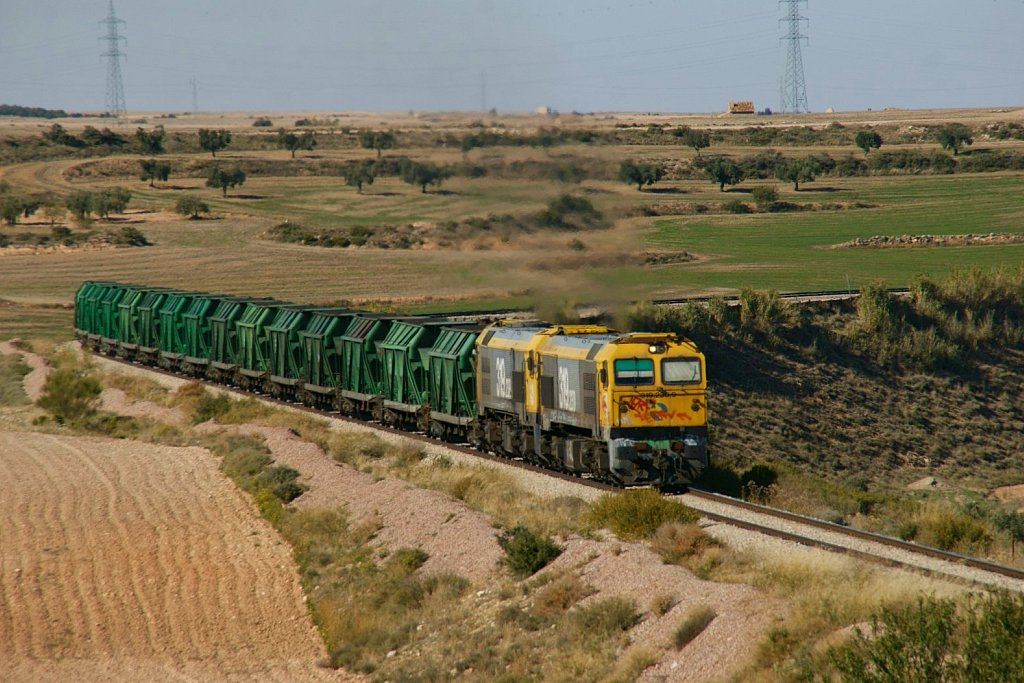
Un tren carbonero procedente de Samper circula por la línea, 2010.

Tras la promulgación por aquellas fechas del Plan Energético Nacional, y ante el envejecimiento de las instalaciones de Escatrón, se planteó la construcción de la central térmica de Teruel en el municipio de Andorra. En 1975 iniciaron las obras de esta nueva planta de energía, para lo cual se adaptó un nuevo enlace que permitiera el acceso de trenes carboneros a las instalaciones. Se construyó un ramal de unos 6 kilómetros de longitud y un triángulo —el denominado «entronque»— que permitía enlazar con dicho ramal tanto desde Andorra como desde Samper de Calanda. En agosto de 1978 se clausuró al tráfico la sección Samper-Escatrón, y, posteriormente, su trazado fue desmantelado. El material ferroviario resultante sería reaprovechado para la reparación del tramo Samper-Andorra que, en esas fechas, se encontraba muy desgastado y en mal estado de conservación por su uso continuo durante varias décadas.
En 1979 el grupo 1 de la central térmica de Andorra fue conectado a la red eléctrica, si bien la planta de energía no entraría en servicio en su totalidad hasta 1981. A partir de entonces, la principal circulación en la línea tuvo lugar en un tramo de varios kilómetros comprendido entre el cargadero de la mina andorrana y la central térmica. Por el resto del trazado solo circulaban ocasionalmente trenes carboneros procedentes de otras áreas mediante tracción diésel. Cabe señalar que en esos años se dio la circunstancia de que la línea Andorra-Escatrón era uno de los últimos ferrocarriles españoles en los que continuaba operativa la tracción a vapor.

### Declive
Con el paso del tiempo, el trazado quedó obsoleto, pues solo se utilizaba una pequeña sección en la zona de Andorra. A esto se sumó el envejecimiento de las instalaciones y la persistencia de locomotoras de vapor como parque motor básico, un caso excepcional dentro del contexto ferroviario español de la época. Ante la problemática que se presentaba, ENDESA optó por centrar el transporte local de carbón a través de camiones. Así, el 3 de agosto de 1984 circuló el último tren carbonero de tracción vapor entre Andorra-Cargadero y la central térmica. Tras ello, la vía quedó abandonada entre el entronque y las instalaciones ferroviarias de Andorra, que acabarían siendo desmanteladas.
A partir de ese momento, los únicos trenes carboneros que circulaban por el trazado eran los que procedían de Tarragona, siendo estos traccionados principalmente por locomotoras de la serie 333 de RENFE. Debido a ello, las instalaciones ferroviarias de Samper de Calanda adquirieron una gran importancia para el estacionamiento y clasificación de los diversos trenes carboneros. Para permitir la circulación de las más potentes y pesadas locomotoras diésel, se cambió el carril y las traviesas de madera, siendo estas sustituidas por traviesas bibloque. Esta situación se mantuvo durante varias décadas, con un tráfico importante. En 2012 la Fundación de los Ferrocarriles Españoles y Endesa suscribieron un convenio de colaboración para la conversión del antiguo tramo Samper-Escatrón en una vía verde. En 2020 la empresa Endesa procedió al apagado de la Central Térmica de Teruel y su desmantelamiento. Este hecho conllevó el fin de la circulación del tráfico de mercancías, por lo que desde entonces el trazado ha quedado virtualmente inactivo. En 2021 el ente Adif lo excluyó de su ámbito de actuación.

## Trazado y características
La línea Andorra-Escatrón llegó a contar con un trazado de 45,761 kilómetros de longitud y vía única sin electrificar. Llegó a ser considerada en su época uno de los ferrocarriles industriales de mayor longitud que existía en España. En contraste con lo que ocurría en otros ferrocarriles españoles de carácter minero, el de Andorra-Escatrón fue uno de los pocos que utilizó ancho ibérico. Inicialmente el carril empleado en las vías era tipo Vignole de 45 kg/m y las traviesas de madera, si bien más adelante serían modernizadas. Entre las principales obras de fábrica destacan los túneles núm. 1 y 2, de 313,5 metros y 183,6 metros de longitud, respectivamente; el puente sobre el río Martín; el paso inferior de la línea Madrid-Barcelona o el paso superior del ferrocarril de Val de Zafán.
En la estación de Andorra se articuló un complejo en el que se situaban las principales instalaciones ferroviarias de la línea. Además del edificio principal para oficinas, el complejo acogía una playa de vías para la clasificación de los trenes carboneros, un depósito de locomotoras, cocheras, talleres generales, etc. En la estación de Samper, donde existía un enlace con la línea Madrid-Barcelona, se levantó otro de edificio de servicio, una playa de vías para labores de clasificación y viviendas para los obreros.

## Parque motor

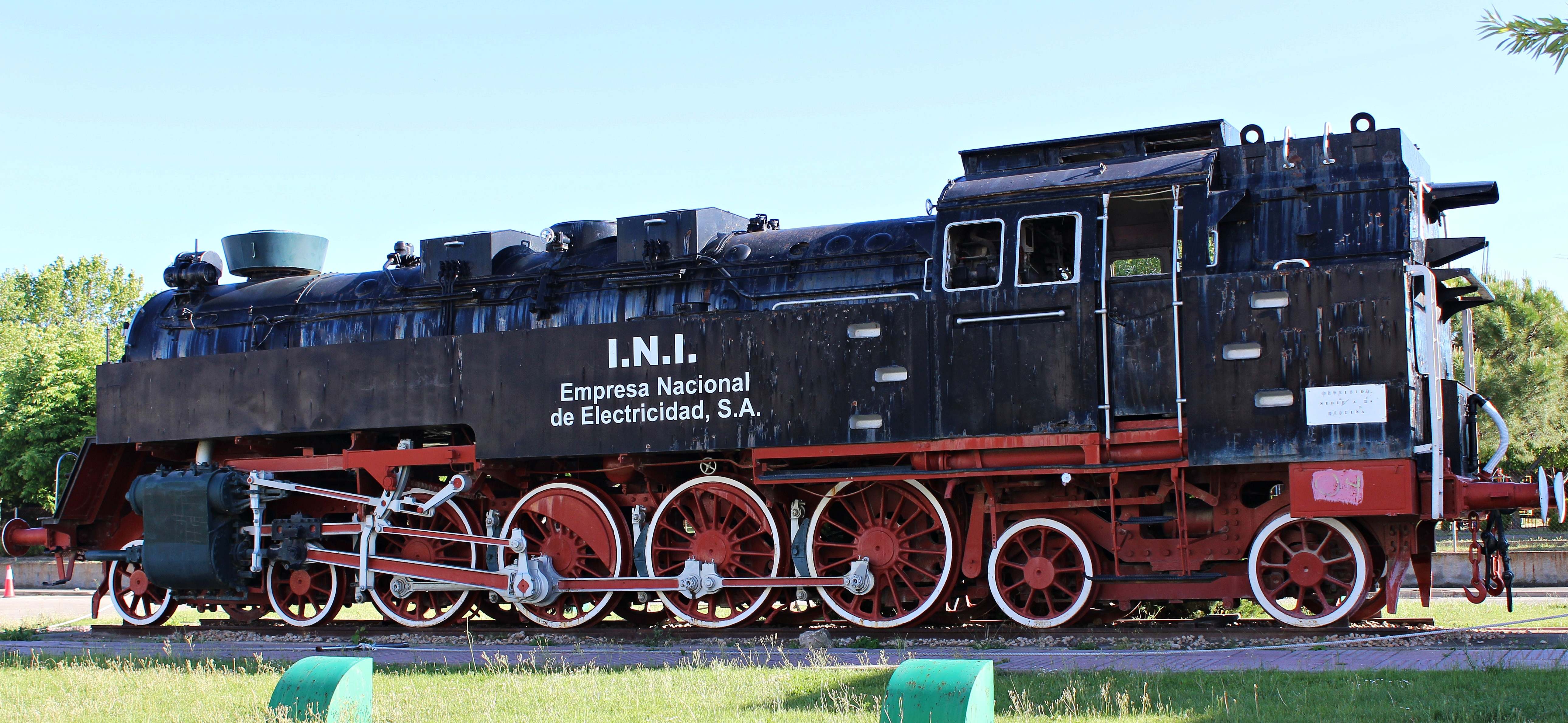
Vista de la locomotora «Andorra», con las marcas del INI y ENDESA.

Ya durante la construcción de la línea, ENCASO alquiló temporalmente a RENFE dos locomotoras del tipo 0-4-0T y adquirió a la SICOP otra de tipo Mogul, fabricada por la firma norteamericana Baldwin. Tiempo después encargó a la compañía alemana Arnold Jung dos locomotoras-ténder del tipo 2-4-2T, a las que denominó «Andorra» y «Escatrón». Estas realizaron durante años la totalidad de los servicios de tracción en este ferrocarril, dando un resultado muy satisfactorio. Más adelante este parque motor pasó a manos de ENDESA, que lo amplió con la adquisición a RENFE de varias locomotoras de vapor tipo «Mikado». Este fue el caso de las locomotoras fuelizadas 141F-2416 y la 141F-2124, que entraron en servicio en junio de 1975 y marzo de 1977, respectivamente. Ambas prestaron un servicio satisfactorio.
En 1980 se adquirió otra «Mikado», la 141F-2402, si bien esta nunca circuló y solo fue empleada como fuente de recambios, estando estacionada en el depósito de Andorra. Aunque la tracción a vapor fue la columna vertebral del ferrocarril, también estuvieron en servicio un tractor diésel «Krupp», un automotor «Renault», una dresina «Schöma», etc.
En la actualidad, se conservan muchas de las máquinas que operaron en este ferrocarril. Este es el caso de las locomotoras «Aragón», «Andorra», «Escatrón» o «Samper de Calanda», que se encuentran expuestas en diversas ubicaciones de Aragón; algunas de ellas han estado incluso en servicio hasta fechas recientes. Otras, como las locomotoras 231-2006 o 141F-2124 de RENFE, se encuentran preservadas en los recintos del Museo del Ferrocarril de Madrid. No obstante, hubo material que fue desguazado, como la máquina de vapor 141F-2402 o el tractor diésel «Krupp».
Locomotoras de vapor
| Año  | Fabricante       | Número de fabricación | Rodaje | Identificación      | Uso anterior | Notas                    |
| ---- | ---------------- | --------------------- | ------ | ------------------- | ------------ | ------------------------ |
| 1920 | Baldwin          | 53437                 | 1-3-0  | «Aragón»            | SICOP        |                          |
| 1953 | Arnold Jung      | 11467                 | 2-4-2T | «Andorra»           | ―            |                          |
| 1953 | Arnold Jung      | 11468                 | 2-4-2T | «Escatrón»          | ―            | Récord de circulación.   |
| 1958 | MTM              | 721                   | 2-4-2T | «Samper de Calanda» | ―            |                          |
| 1930 | Babcock & Wilcox | 364                   | 2-3-1  | «Cabeza Gorda»      | RENFE        | Antigua RENFE 231-2006.  |
| 1960 | Euskalduna       | 377                   | 1-4-1  | ―                   | RENFE        | Antigua RENFE 141F-2416. |
| 1954 | North British    | 26988                 | 1-4-1  | ―                   | RENFE        | Antigua RENFE 141F-2124. |
| 1958 | Euskalduna       | 363                   | 1-4-1  | ―                   | RENFE        | Antigua RENFE 141F-2402. |